# EXP-561
EXP-561，即4-苯基双环[2.2.2]辛-1-胺，是一种有机化合物，化学式为C14H19N。它可以被3-氯过氧苯甲酸氧化为1-硝基-4-苯基双环[2.2.2]辛烷。在碳酸钾的存在下，它可以和1-溴-2-甲氧基乙烷在乙腈中加热反应，得到N-(2-甲氧基乙基)-4-苯基双环[2.2.2]辛-1-胺。
1960年代，它被杜邦公司发展 并被提名为一种抗抑郁药，不过失败了，也没有上市过。